# 1832年改革法令

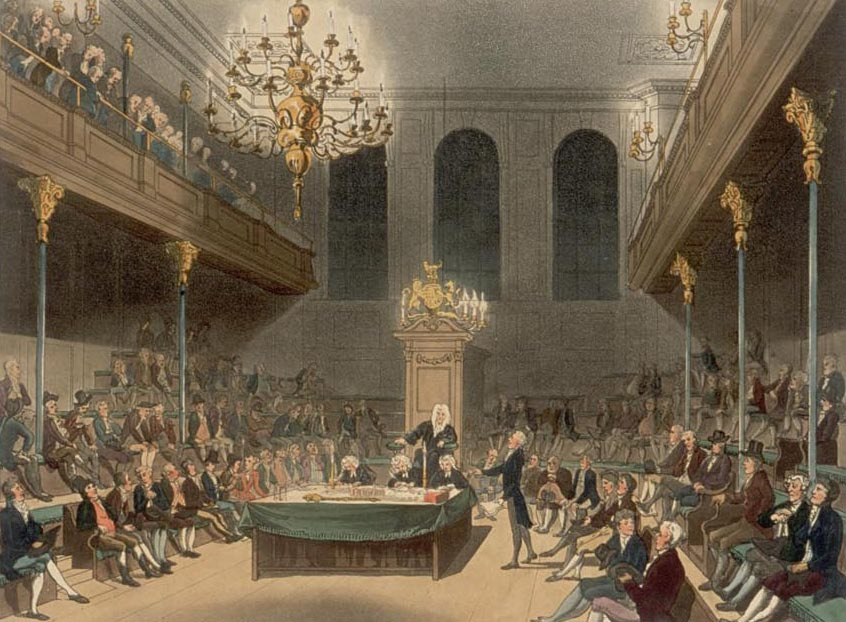
英国下议院

《1832年改革法令》（英語：Reform Act 1832）是英国在1832年通过的关于擴大英国下議院選民基礎的法令。该議案改变了下議院由托利黨獨佔的状态，加入了中產階級的勢力，是英國議會史的一次重大改革。

## 背景
在英国下議院全體653位議員當中，有467席是市鎮代議士，186席是郡區代議士。自工業革命以後，英国人口大量由傳統聚居的東南部北移，使得一些如曼彻斯特、利物浦等新興工業城市崛起。但英國下議院1688年後再沒有新的市鎮取得議會代表權，而一些所謂「衰廢市鎮」，僅有數戶居住、無人居住、甚至在地理上消失的地方（如Dunwich己陸沉於北海）竟擁有在下議院市鎮代議士；反之新工業城市往往聚居數以萬計人口卻無代議士代表。而且議席代表市民數亦失衡，康沃爾在議會有44席，而蘇格蘭有45席，但蘇格蘭人口卻有康沃爾八倍之多。
除議會議席分配失衡外，議員的民意代表性也不充分，在英格兰及爱尔兰只有百分之五的人口擁有選舉權（僅限於成年男性），蘇格蘭200萬人口中更僅有3000人有選舉權。而且選舉方式上采取公開投票法，選民無法对自己的投票取向保密，很多时候屈服於有勢力人士的威迫利誘，被迫投票给他们。

## 先沿的改革
英國的政治自1822年後日趨改革，開明的貴族，如羅伯特·皮爾和喬治·坎寧帶動了英國政治的改革風氣。比如在1824年，勞工結社法規被廢除，容許工人組織成立及允許罷工，1825年又開放集體談判權，1828年取消查理二世限制非聖公會教徒任官的權力，1829年天主教徒取得了選舉及被選舉權。

## 經過

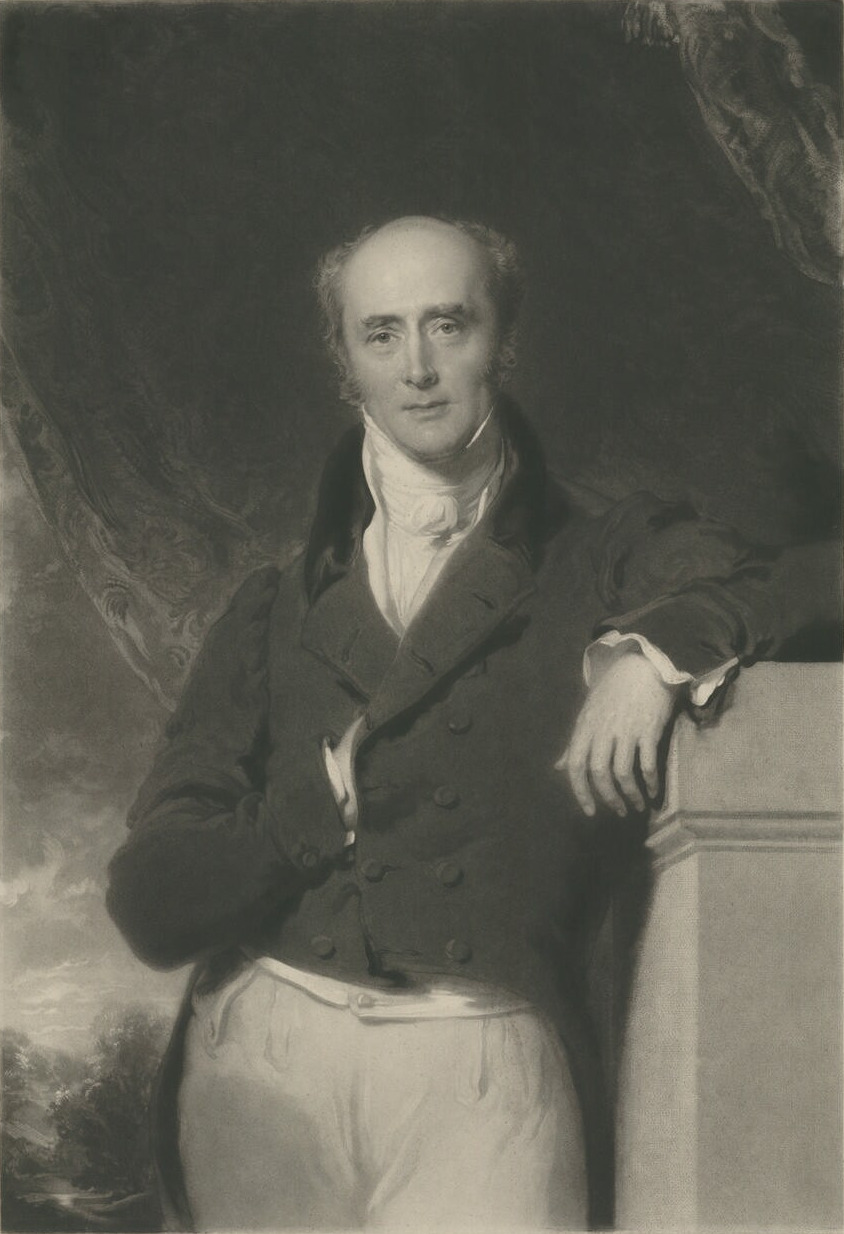
格雷

1830年法國七月革命的成功促使英國民眾要求改革國會，當時任首相的托利黨的威靈頓公爵反對一切改革，於是輝格黨人和托利黨中天主教出身者聯合倒閣，令威靈頓公爵請辭，格雷伯爵出任首相。但格雷的改革法令在1831年初被托利黨掌控的下議院否決，格雷提請解散議會，終令輝格黨人掌控下議院，令法令取得支持，但又被上議院反對。國王威廉四世拒絕向自由派及全國的不滿讓步，表示不會任命自由派貴族進入上議院，反而要求托利黨人組閣。但托利黨怯於全國的群情洶湧，不敢接掌政府，最後格雷重新上台，並要求英王任命自由派入上議院以打破政治僵局，同時上議院本身也在新提名之前表示妥協，通過法令。終於在1832年6月，法令成為法規。

## 內容
1. 依舊保留1710年以來有關下議院議員的不動產條件，所以議員出身仍以地主貴族為主。
2. 下議院議席分配將郡議員人數由188席增加至253席，市代表由465席減至399席，這些市都曾是在中古時代的大都市，所以在國會有自己的市代表，但隨著時代改變而荒廢，故此議席需要減少。其中，五十六個衰廢城市人口低於二千，失去單獨派出代議士的資格，改為歸入郡區選區；三十個城市人口介於二千至四千人，議席由二席減至一席，空出的163席中，英格蘭郡區得65席，蘇格蘭得8席，愛爾蘭得5席，而因工業革命新興的工業城市得65席。
3. 選民資格亦有開放。在市鎮中，年付十鎊以上房產租稅者，在郡鄉中，年付十鎊田土租稅的六十年長期田地租用者、年付五十鎊田土租稅的短期田地租用者及年付兩鎊地稅的自有土地者皆享投票權。選民總數由五十萬增加到八十一萬三千，更多中上層的中產階級取得選舉權，選民佔全國人口百分之三左右。

## 影響
舊有地主及舊有南部城市商人的勢力受打擊；增加了因工業革命而興起的中北部城市（如曼徹斯特、利物浦）商人的參政機會；郡代表的增加有助平衡不同地方勢力對選舉的影響；群眾對下議院的影響力上升，同時此法令也開創了日後各議會改革法令的先河。